# Tiên Hải
Tiên Hải là một xã đảo thuộc tỉnh An Giang, Việt Nam.

## Địa lý
Xã Tiên Hải là có địa giới hành chính bao gồm toàn bộ quần đảo Hà Tiên, cách thành phố Hà Tiên khoảng 8 hải lý.
Xã Tiên Hải có diện tích 2,52 km², dân số năm 2020 là 1.704 người, mật độ dân số đạt 676 người/km².

## Hành chính
Xã Tiên Hải được chia thành 2 ấp: Hòn Giang, Hòn Tre.

## Lịch sử
Trước đây, xã có tên là Hòa Đốc, ban đầu thuộc huyện Kiên Hải.
Ngày 27 tháng 9 năm 1983, Hội đồng Bộ trưởng ban hành Quyết định số 107-HĐBT. Theo đó, đổi tên xã Hòa Đốc thành xã Tiên Hải.
Ngày 24 tháng 5 năm 1988, Hội đồng Bộ trưởng ban hành Quyết định số 92-HĐBT. Theo đó, chuyển xã Tiên Hải về huyện Hà Tiên quản lý.
Ngày 8 tháng 7 năm 1998, Chính phủ ban hành Nghị định 47/1998/NĐ-CP về việc:
- Chuyển xã Tiên Hải về thị xã Hà Tiên mới thành lập
- Điều chỉnh một phần diện tích và dân số của xã Tiên Hải để thành lập các phường thuộc thị xã Hà Tiên.

Sau khi điều chỉnh địa giới hành chính, xã Tiên Hải (xã đảo) có 1.100 ha diện tích tự nhiên và 1.055 nhân khẩu.
Ngày 11 tháng 9 năm 2018, Ủy ban Thường vụ Quốc hội ban hành Nghị quyết 573/NQ-UBTVQH14 về việc thành lập thành phố Hà Tiên thuộc tỉnh Kiên Giang và xã Tiên Hải trực thuộc thành phố Hà Tiên.

## Kinh tế
Năm 2018, các chỉ tiêu kinh tế tại xã tiếp tục có bước phát triển ổn định, các chỉ tiêu đạt khá so với kế hoạch đề ra, cụ thể:
- Tổng giá trị sản xuất (GO) đạt 326 tỷ 804 triệu đồng, đạt 101,90% kế hoạch năm, tăng 14,12% so với năm 2017.
- Tổng giá trị tăng thêm GRDP đạt 124 tỷ 327 triệu đồng, đạt 106,59% so kế hoạch.
- Tốc độ tăng trưởng kinh tế năm 2018 đạt 12,52% (vượt so với kế hoạch đề ra là 12%).
- Cơ cấu kinh tế trong GDP, dịch vụ chiếm 30,57% đạt 10,46% kế hoạch năm, tăng 27,29% so với năm 2017.
- Nông – lâm – ngư nghiệp chiếm 67,82% đạt 99,72% so kế hoạch năm, giảm 8,87% so với năm 2017.
- Công nghiệp xây dựng chiếm 1,61% đạt 103,08% so kế hoạch năm, tăng 3,74% so với năm 2017.
- Thu nhập bình quân đầu người đạt 66,59 triệu đồng, đạt 110,99% so với kế hoạch năm, tăng 17,16% so với năm 2017.